# حوزه انتخابیه دوم آیداهو
حوزه انتخابیه دوم آیداهو یک حوزه انتخابیه مجلس نمایندگان آمریکا است که در ایالت آیداهو قرار دارد.